# Kazaňský kreml
Kazaňský kreml (rusky Казанский кремль, tatarsky Казан кирмәне) je historický kreml v centru Kazaně, sídlo prezidenta Tatarstánu a unikátní příklad prolínání křesťanské a muslimské kultury v Rusku.
Areál vymezuje nepravidelný mnohoúhelník hradeb, rozprostírající se na vyvýšenině nad soutokem Kazanky a Volhy. Uvnitř hradeb se nachází řada chrámů a budov mimořádného historického a kulturního významu.
Roku 2000 byl Kazaňský kreml zanesen na seznam světového dědictví UNESCO.

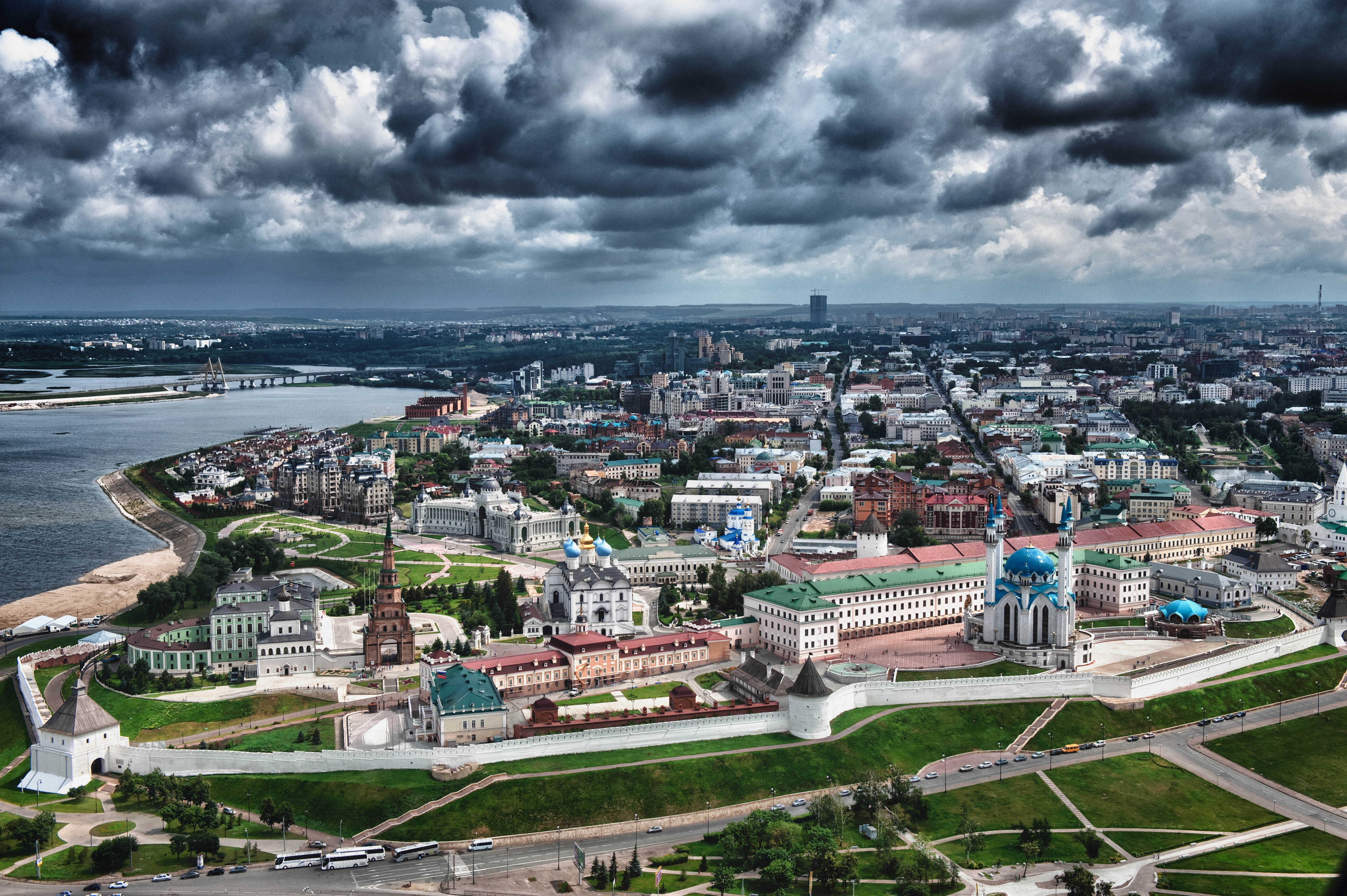

## Historie

### 10.–14. století: Bulharská pevnost
Písemné doklady o založení Kazaňského kremlu neexistují. Na základě archeologických výzkumů se předpokládá, že se tak stalo na počátku 10. století.
Nejstarší archeologické nálezy byly odkryty v severní části kremlu, kde se nacházelo nejstarší bulharské hradiště. V přesné dataci těchto nejstarších pevnostních prvků se však výzkumníci rozcházejí. Někteří předpokládají, že bulharská trhová obec byla opevněna už v 10. století, jiní hovoří až o 12. století. Vědci nemají jasno ani stran charakteru opevnění – jedni předpokládají, že kamenné stěny byly částečně vztyčeny už ve 12. století, jiní jejich stavbu datují až do 15. nebo 16. století, kdy byla pskovskými staviteli provedena na příkaz Ivana IV. rozsáhlá rekonstrukce.
Od 2. poloviny 13. století do 1. poloviny století 15. se kreml postupně stával centrem Kazaňského knížectví v rámci Zlaté hordy. Roku 1236 vtrhly mongolské hordy pod vedením Bátúa do Volžského Bulharska a zničili jeho hlavní město Bulgar, načež se Volžské Bulharsko, stejně jako ostatní ruská knížectví, dostalo do područí Zlaté hordy. Roku 1370 založil bulharský kníže Chasan na místě současného Kazaňského kremlu pevnost, která sloužila jako rezidence bulharských knížat do roku 1445.

### 15. – 1. pol. 16. století: Chánská pevnost

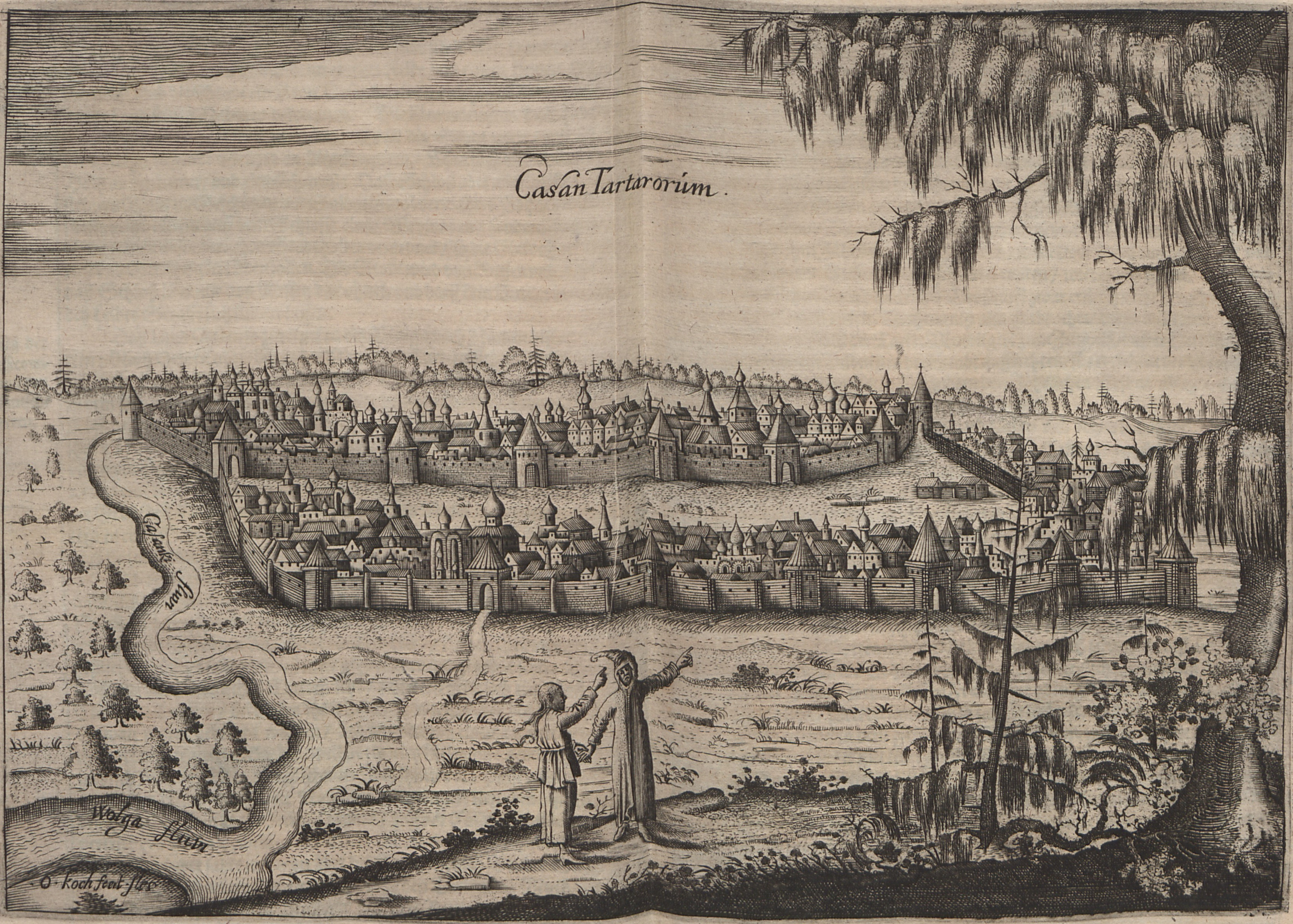
Kreml na tisku z roku 1656

Po rozpadu Zlaté hordy se kreml stal centrem Kazaňského chanátu, který existoval v letech 1445–1552.
Chánská citadela byla ohrazena dubovými (a možná částečně i kamennými) 9 m silnými hradbami se 4 věžovými branami. Od jižní části s dřevěnou zástavbou, kde bydleli chánovi důvěrníci, ji odděloval Tezický příkop (z arabského tezik – kupec).
Ruský kníže Andrej Kurbskij popsal Kazaňský kreml takto: „a od řeky Kazanky vrch natolik vysoký, že jej ledva celý přehlédnouti; na něm hrad stojí a paláce carské a mešity velmi vysoké, kamenné, v nichž své zemřelé cary ukládali, pamatuji si pět takových...“
Chrámová mešita měla podle dochovaných svědectví 8 minaretů, u mešit se nacházely madrasy a mauzolea. Je mnoho důvodů předpokládat, že vnější podoba mešit byla podobná jako u těch vybudovaných v tomto období v Kasimovu a Bulgaru, kde hladké plochy stěn kontrastují s půvabnými řezbami a keramickými prvky výzdoby.

### 2. pol. 16. – 17. století: Stavba kamenného kremlu
Po obléhání Kazaně Ivanem IV. Hrozným roku 1552 zůstala pevnost v troskách. K výstavbě nového bělokamenného kremlu přizval car pskovské stavitele Postnika Jakovleva a Ivana Barmu, stavitele Chrámu Vasila Blaženého v Moskvě.

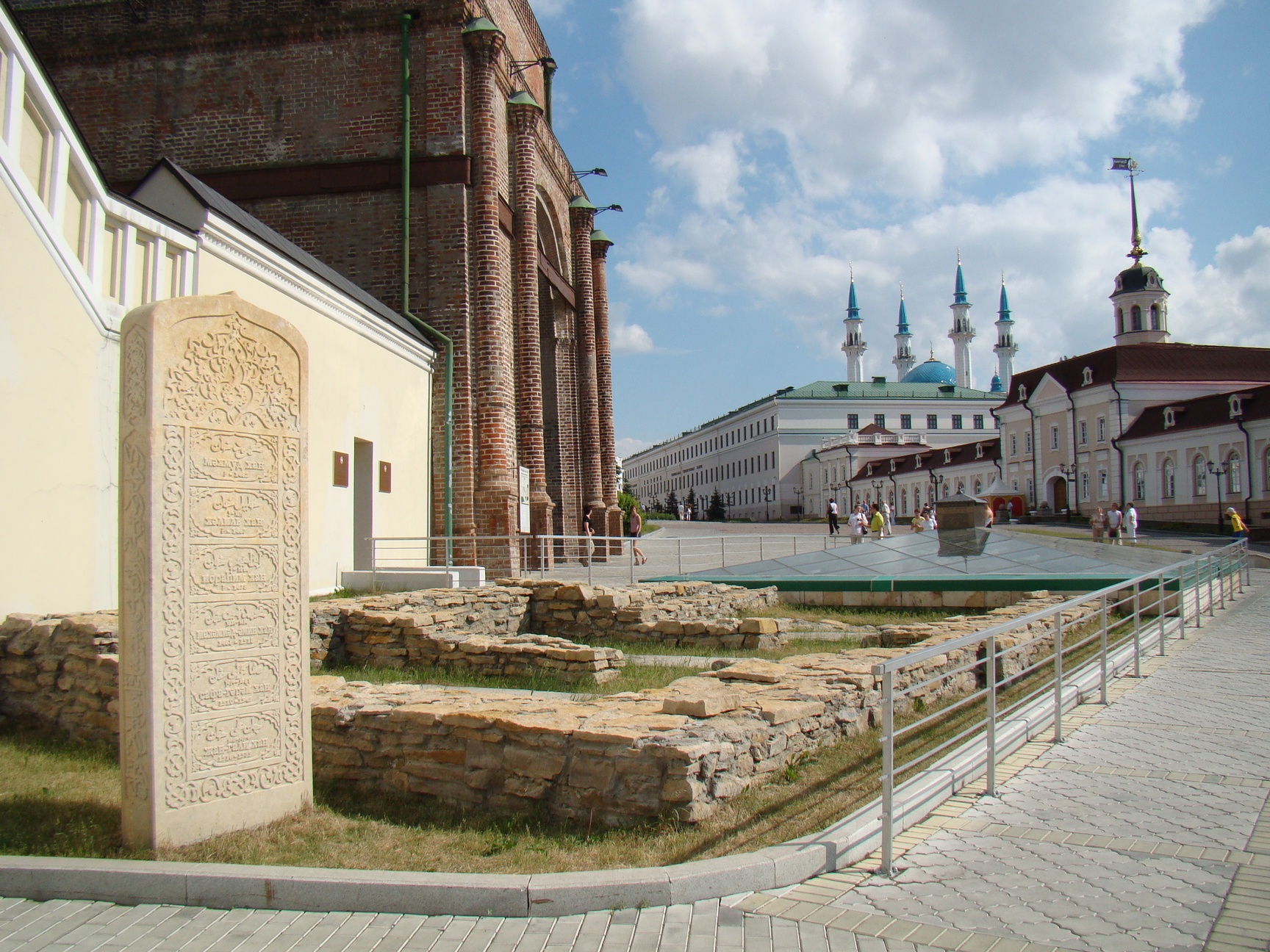
Základy chánského mauzolea u věže Söyembikä

Pevnost byla značně rozšířena, 6 ze 13 věží bylo kamenných, avšak v 16. století se podařilo nahradit dřevěné hradby kamennými pouze ze třetiny, zbytek byl zhotoven z dubu. Až teprve na počátku 17. století byly dokončeny kamenné hradby po celém obvodu (1800 metrů).
Zároveň s výstavbou hradeb pskovští mistři postavili také první pravoslavné chrámy Kazaňského kremlu: Chrám Zvěstování, Chrám Cypriána a Justýny, Chrám Dmitrije ze Soluně u Dmitrijevské věže, Spasský chrám u Spasské věže a také dva kláštery – Trojice-sergijevský s dřevěným Trojickým a Sergijevským chrámem a Spaso-preobraženský s Chrámem Nikoly Ratného a kamenným Chrámem Proměnění.
Dlouhou dobu (téměř dvě století) zůstalo v Kazaňském kremlu zachováno pět kamenných budov chánského období (chánská mešita, chánský palác a mauzoleum), které byly využívány jako zbrojnice a sklady zásob. Nakonec však byly kvůli špatnému stavu rozebrány.
Roku 1672 došlo v kremlu k požáru, po němž se začalo stavět z cihel, například Spasská věž byla takto výrazně přestavěna moskevskými staviteli.

### 18. století

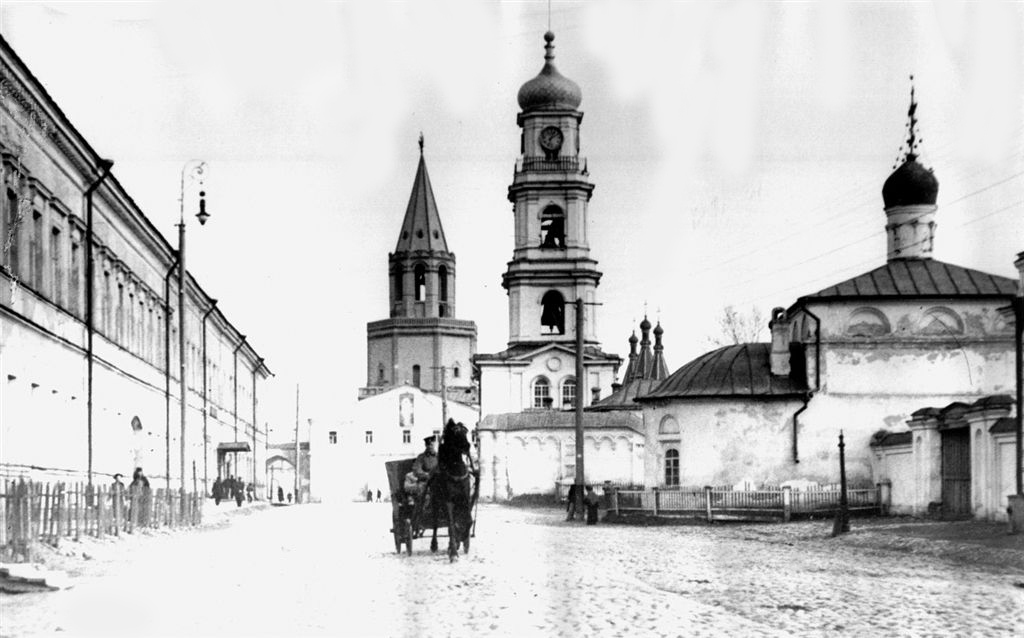
Vpravo chrám Cypriána a Justýny, v pozadí zvonice a chrám Spasského kláštera – stavby zničené bolševiky

V důsledku expanze Ruska dále na východ ztratil Kazaňský kreml svou vojenskou funkci, nadále však vzrůstal jeho význam coby administrativního a kulturního centra Povolží. Roku 1708 vznikla Kazaňská gubernie, což se odrazilo i na podobě kremlu. V následujících stoletích zde byl v této souvislosti vystavěn Gubernátorský palác, úřední budovy, vojenské učiliště, archijerejský dům, budova duchovní konzistoře, zásadní rekonstrukci prodělal Chrám Zvěstování.
Pugačovovo povstání v letech 1773–1775 znovu proměnilo Kazaňský kreml v pevnost, kterou povstalci dva dny ostřelovali děly. 14. června 1774 byla vojska Jemeljana Pugačova donucena opustit Kazaň. Nicméně Pugačov přece nakonec pobýval v Kazaňském kremlu – byl držen v jeho kasematech před cestou do Moskvy na popravu.
Roku 1774 začal architekt Vasilij Kaftyrev realizovat urbanistický plán zástavby Kazaně, ve kterém se předpokládala realizace souboru úředních budov v kremlu. Rozeběhla se komplexní zástavba ulic a náměstí přiléhajících ke kremlu. Ten se stal bodem, ve kterém se sbíhaly všechny důležité ulice.

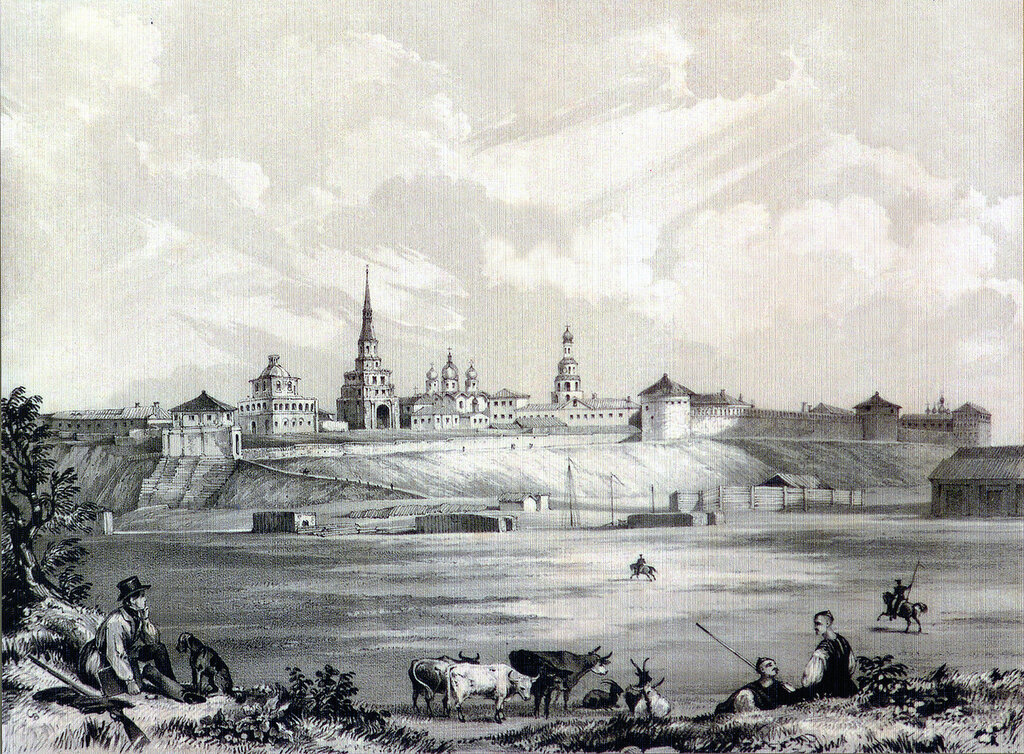
Kreml na tisku z roku 1839

### 19. století
Roku 1800 vydavatel a buditel Maxim Něvzorov popsal hlavní pevnost Kazaňské gubernie takto: „Nachází se v ní Chrám Zvěstování, Spaso-preobraženský mužský klášter 2. třídy, chrám Cypriána a Justýny, archijerejský dům s duchovní konzistoří, úřední budovy a s nimi svázaný dům generálního gubernátora se všemi službami, dělostřelecká zbrojnice, vojenské vězení, starý dům vrchního komandanta, studniční kasematy, staré dřevěné sklady proviantu a soli.“ V době vlastenecké války fungovala v kremlu továrna na výrobu a opravy děl. Na konci 19. století byla dokončena jak výstavba kremlu, tak i okolních městských bloků.

### 20. století
Po revoluci roku 1917 vypukl v Rusku boj proti náboženství, který se nevyhnul ani Kazaňskému kremlu. Byla zbourána zvonice a chrám Spasského kláštera, zvonice Chrámu Zvěstování, chrám Cypriána a Justýny, Spasská kaple u Spasské věže, zmizely ikonostasy, cenné ikony a relikvie kremelských chrámů. V sovětských dobách nicméně také pokračovaly archeologické výzkumy kremlu, započaté již v 19. století. V 60. letech zde vznikla Tatarská restaurátorská dílna. Roku 1992 se stal Kazaňský kreml sídlem prezidenta nově vzniklé ruské republiky Tatarstán.
Roku 1994 vzniklo muzeum Kazaňský kreml, které pokračovalo ve výzkumech a započalo s restaurátorskými pracemi na areálu. V rámci této velké rekonstrukce byly opraveny hradby a věže, odkryty a zakonzervovány základy chánského paláce, mešity a chánské hrobky. Pro ostatky chánů, objevené při vykopávkách, bylo vybudováno mauzoleum. Podařilo se zastavit nebezpečné naklánění věže Söyembikä (od osy se vychylovala téměř o 2 metry). Byl kompletně zrestaurován Gubernátorský palác, Palácový chrám a Chrám Zvěstování, vytvořeny repliky zničených ikonostasů.
V letech 1996–2005 byla obnovena mešita Kul Šerif, která byla zničena roku 1552 při dobytí Kazaně Ivanem IV. a která je pro muslimské Tatary velmi důležitým symbolem. Nejednalo se však o repliku, neboť přesná podoba původní mešity není známa. Pod chrámem vzniklo Muzeum islámu.
30. listopadu 2000 byl Kazaňský kreml zapsán na seznam světového dědictví UNESCO.

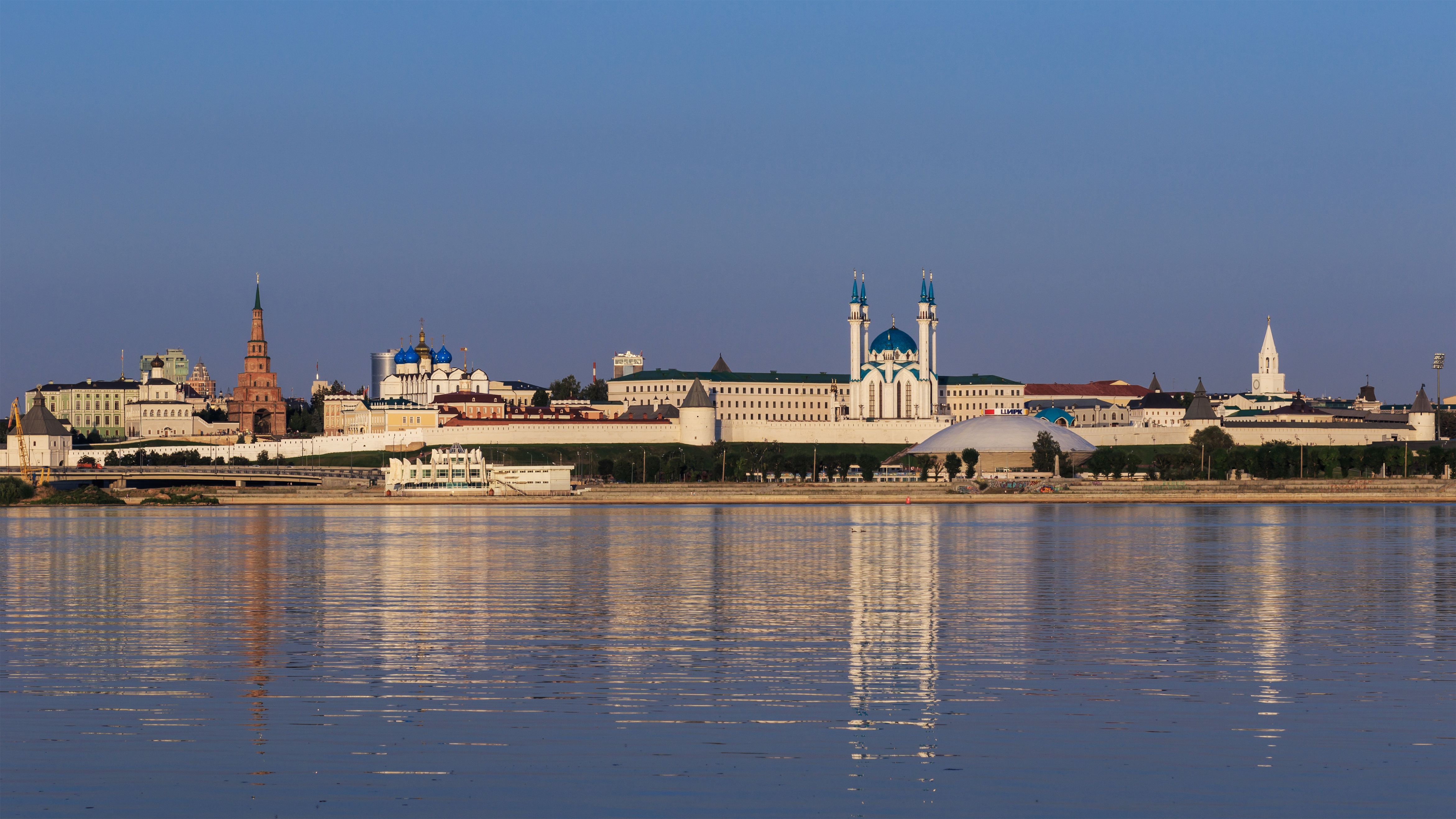
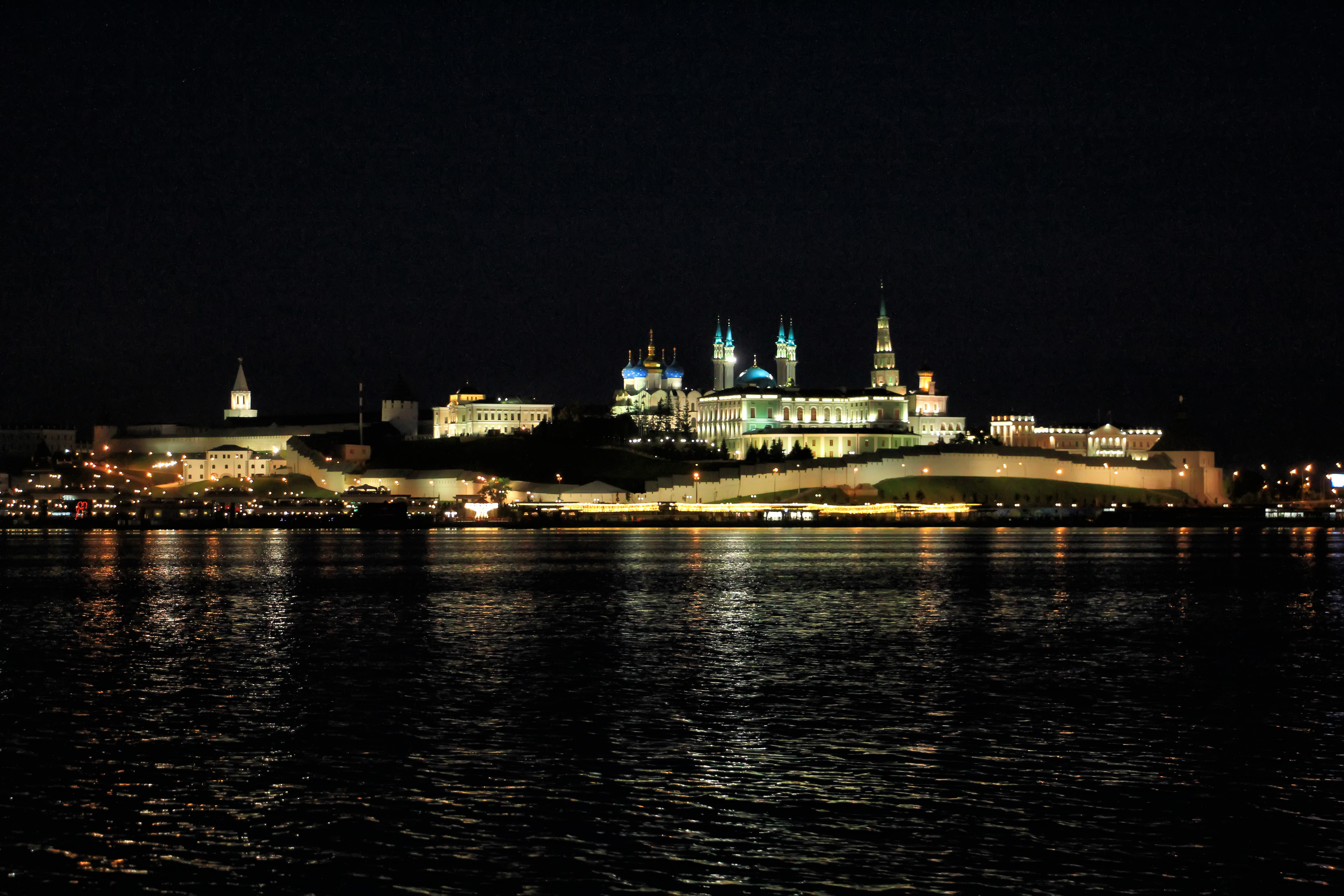

## Příčiny zápisu na seznam UNESCO
Kazaňský kreml naplňuje následující kritéria světového dědictví UNESCO:
- Kritérium II: Komplex Kazaňského kremlu představuje výjimečný doklad historické kontinuity a kulturní rozmanitosti během dlouhého období a z toho plynoucí důležitou výměnu hodnot vytvářených různými kulturami.
- Kritérium III: Historická citadela představuje mimořádné svědectví o období chanátu a je jedinou dochovanou tatarskou pevností s pozůstatky původní urbanistické koncepce.
- Kritérium IV: Areál a jeho klíčové památky představují znamenitý příklad syntézy tatarských a ruských vlivů v architektuře, začleňující různé kultury (bulharskou, mongolskou, tatarskou, italskou a ruskou), stejně tak ukazuje srážku islámu a křesťanství.

## Významné stavby v kremelském areálu

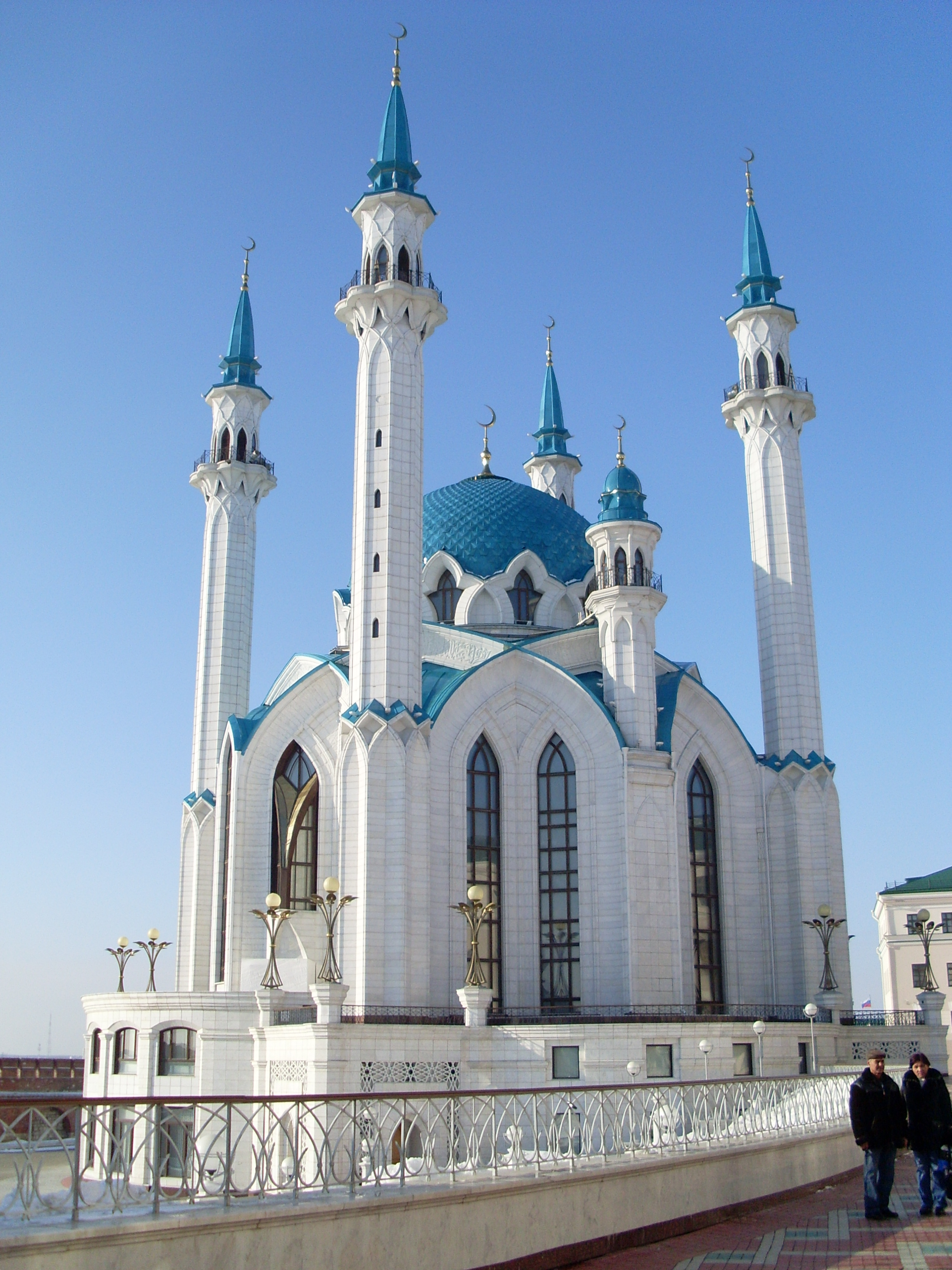
Mešita Kul Šerif

### Mešita Kul Šerif
Mešita Kul Šerif je hlavní mešitou Kazaně i celé republiky Tatarstán.
Stavba chrámu započala roku 1996 coby obnova legendární mešity hlavního města Kazaňského chanátu, centra náboženského vzdělávání a rozvoje věd středního Povolží v 16. století. Nejedná se však o kopii, neboť přesná podoba původní stavby se nedochovala. Mešita byla zničena roku 1552 v rámci útoku vojsk Ivana IV. Hrozného na Kazaň. Svůj název získala na počest posledního imáma Kul-Šerifa, jednoho z vůdců obrany Kazaně.
Kupole je vysoká 36 m, bohatě zdobená ornamenty, které mají připomínat Kazaňskou korunu, panovnickou insignii posledního kazaňského chána Jadegara Mohammeda. Výška čtyř hlavních minaretů činí 58 m. Architektonicko-umělecká koncepce vnější podoby mešity odpovídá místním stavitelským tradicím. Vystavěna je z bílého mramoru a žuly, kupole a minarety jsou tyrkysové barvy.

### Chrám Zvěstování

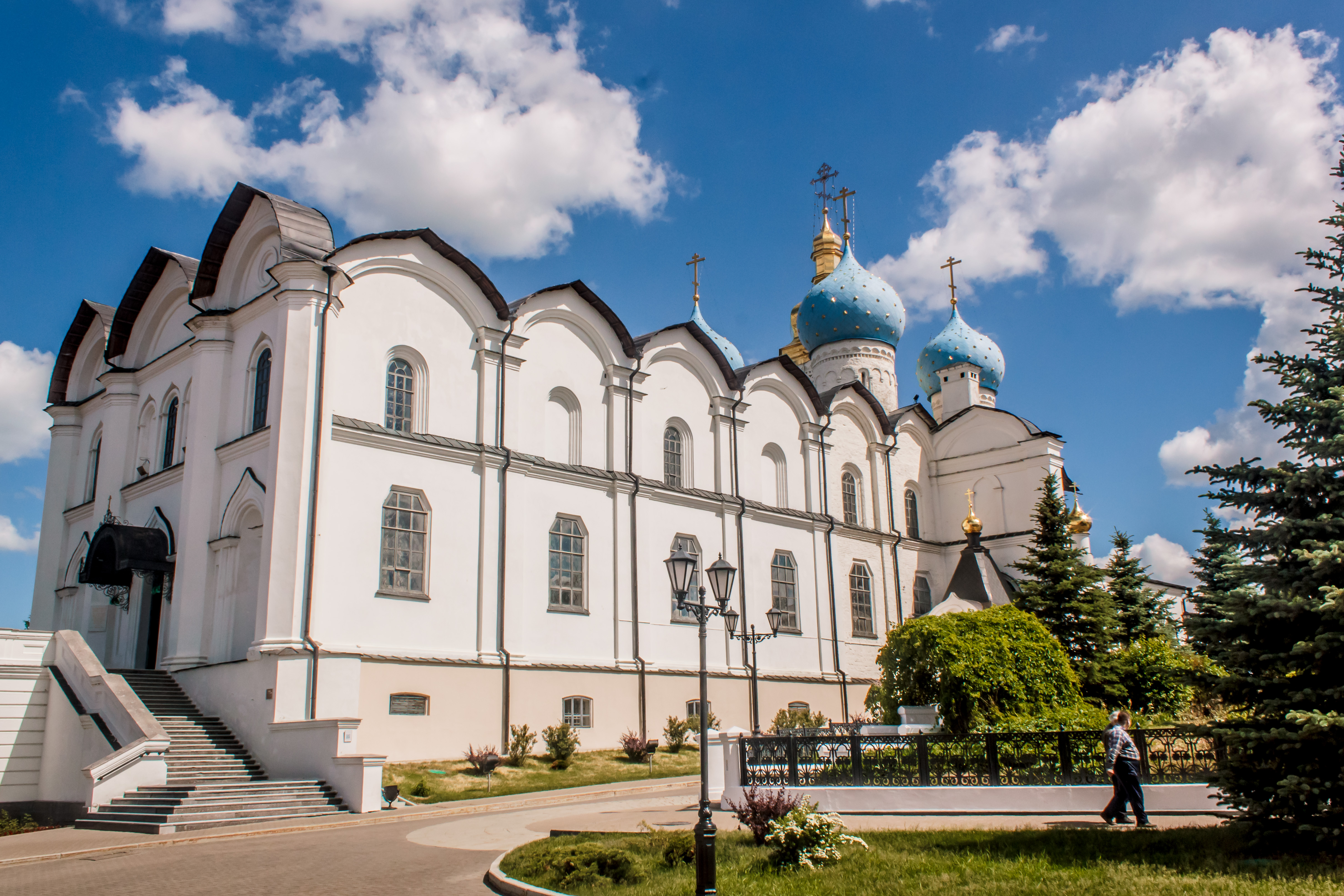
Chrám Zvěstování

Po dobytí Kazaně byl na příkaz Ivana IV. vybudován v 2. polovině 16. století pskovskými staviteli Postnikem Jakovlevem a Ivanem Barmou Chrám Zvěstování. Původně byl tento chrám z bílého kamene téměř dvakrát menší, postupně byl však rozšiřován během různých rekonstrukcí. Klenbu nese 6 kulatých sloupů. Na konci 16. století byly k chrámu přistavěny boční přídělky.
V 18. a 19. století dostál vzhled chrámu mnoha změn. Roku 1736 byly vyměněny kopule na cibulovité, prostřední kupole byla přeměněna ve stylu ukrajinského baroka.
Hned vedle chrámu stával od roku 1694 chrám Narození Krista, který však silně zchátral, a byl proto roku 1821 zbourán. Na jeho místě vyrostla klášterní jídelna, navazující na Chrám Zvěstování. Zároveň byl chrám značně rozšířen a stal se pohodlnějším pro modlitby, muselo však být zbouráno několik menších okolních staveb. Po dokončení těchto posledních stavebních úprav (1834–1844) se již vzhled chrámu nezměnil, nepočítáme-li zbourání jednoho křídla chrámu a pětipatrové zvonice bolševiky roku 1928.

### Věž Söyembikä

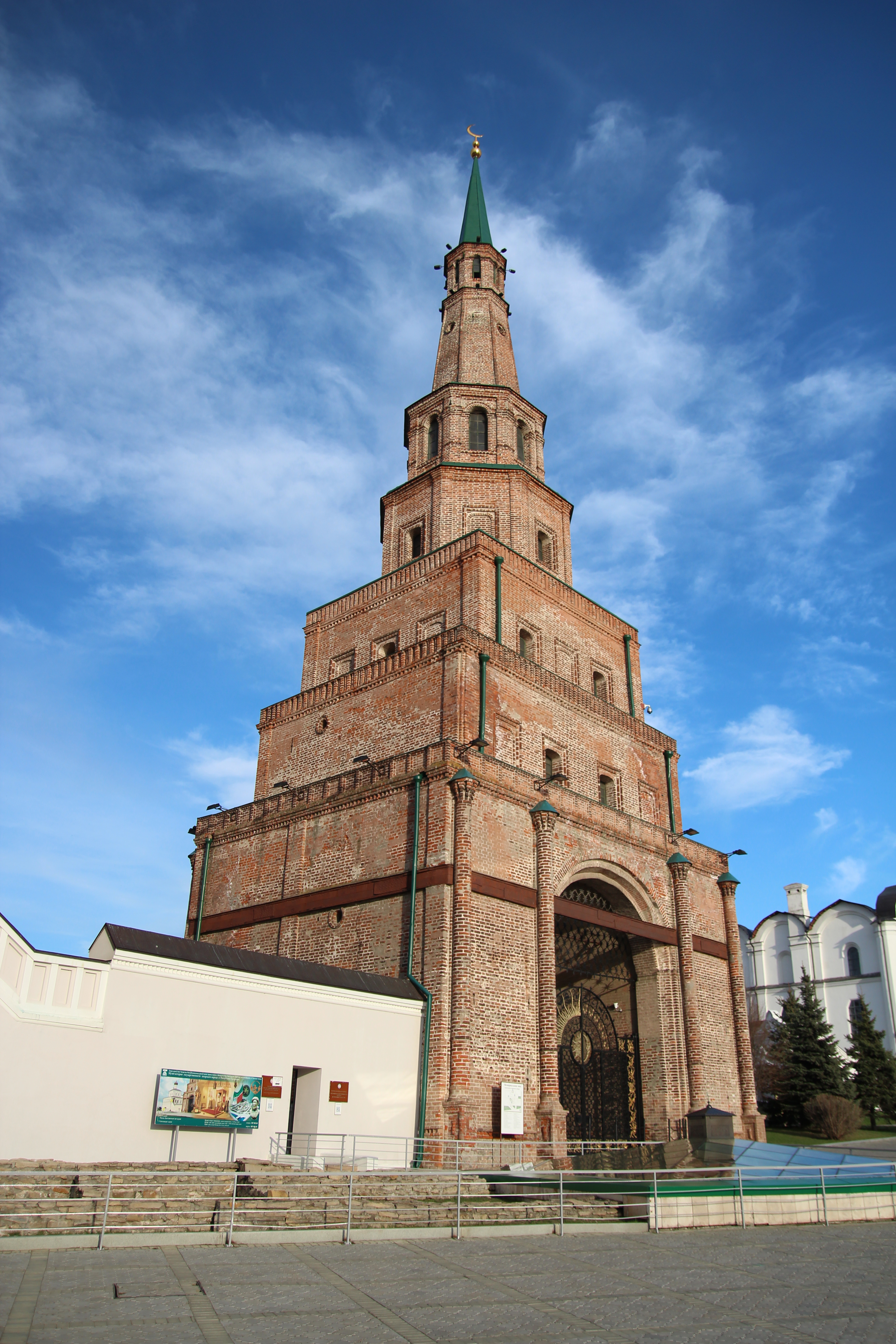
Věž Söyembikä

Kdy vlastně věž Söyembikä vznikla, je tak trochu záhadou. Část badatelů předpokládá, že byla vystavěna někdy v 17.–18. století. Jiní jsou přesvědčeni, že vyrostla po dobytí Kazaně Ivanem IV. roku 1552, přičemž poukazují na podobnost s Borovickou věží Moskevského kremlu. Někteří nevylučují ani to, že vznikla v chánské epoše podle moskevského vzoru. To by potvrzovala i legenda, podle které získala věž své jméno od chánské královny Söyembikä, která spáchala skokem z věže sebevraždu (ve skutečnosti byla zajata Rusy roku 1551 a zemřela v zajetí).
Věž má 7 pater a vysoká je 58 metrů. Původně byl na věži dvouhlavý ruský orel, který v letech 1917–1930 nahradil islámský půlměsíc. Ten byl později odstraněn, v 90. letech se však na špici vrátil. Až do 90. let se věž čím dál více v důsledku pohybu základů nebezpečně nakláněla (vychýlení činilo nakonec až téměř 2 metry), v současnosti je však opět stabilizována. Na počátku 20. století se stala coby symbol Kazaně předobrazem pro věž Kazaňského nádraží v Moskvě.

### Palácový chrám
Předpokládá se, že Palácový chrám stojí na místě, kde v období Kazaňského chanátu stávala mešita Nur-Ali, byť nezvratné důkazy dosud chybí. Badatelé se opírají mj. o poznámku z městského plánu z roku 1768, kde je původní Chrám Uvedení označen jako „chrám přeměněný z mešity“.
Původní Chrám Uvedení byl silně poškozen požárem roku 1815 a dlouho potom zůstával v troskách. Na příkaz Mikuláše I. Pavloviče, který navštívil Kazaň roku 1836, byl kostel roku 1859 obnoven jakožto palácový při Gubernátorském paláci. Jedná se o věrnou kopii původního Chrámu Uvedení.
V současnosti se v chrámu nachází Muzeum historie státnosti tatarského národa a republiky Tatarstán.

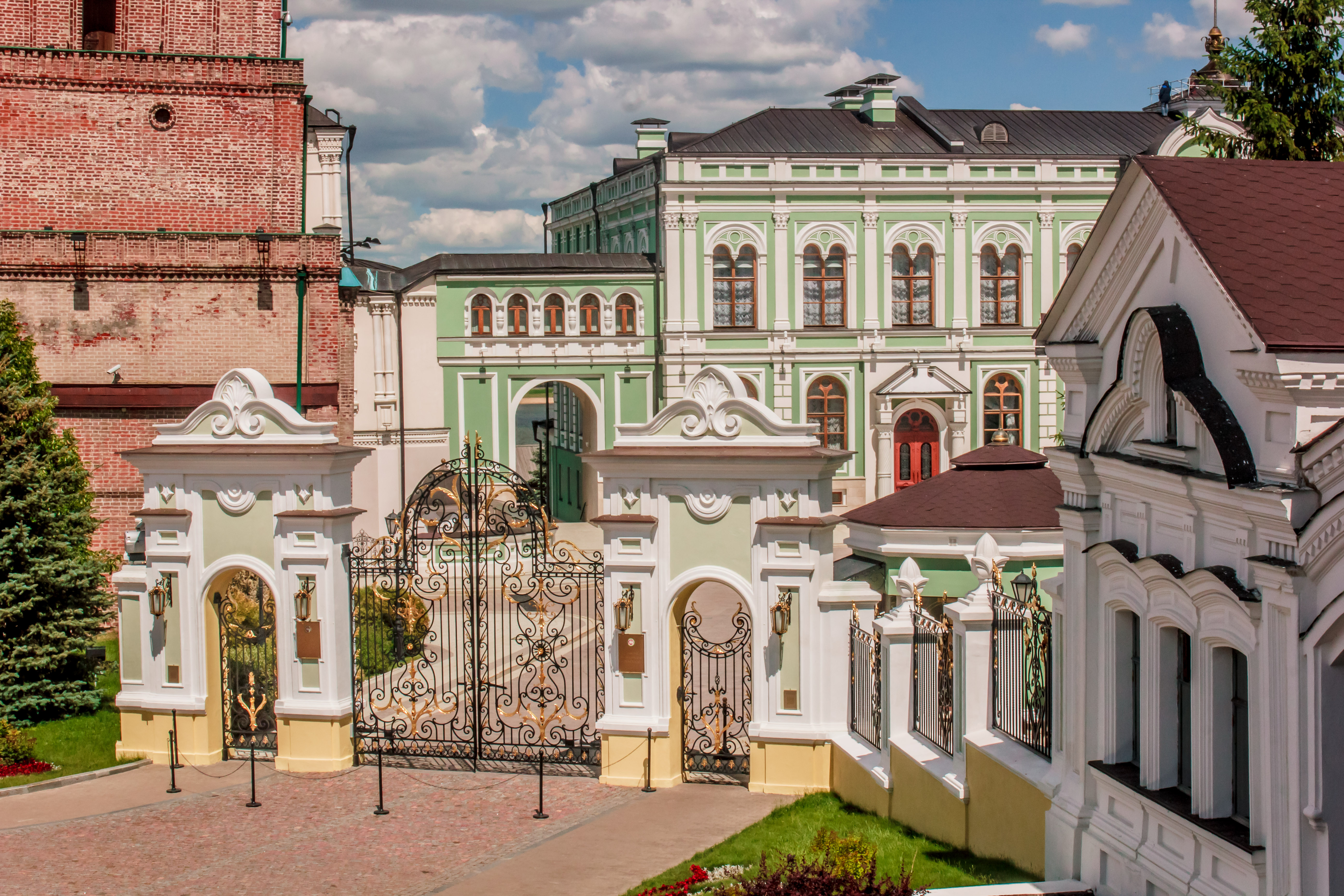
Prezidentský (gubernátorský) palác

### Prezidentský palác
Gubernátorský palác se nachází v severní části kremlu, na místě, kde se dříve nacházel palác kazaňských chánů a v 18. století dům vrchního velitele. Budova byla vystavěna v 40. letech 19. století v novobyzantském slohu. Za projektem stojí architekt Konstantin Andrejevič Ton, mj. autor Velkého kremelského paláce a Chrámu Krista Spasitele v Moskvě. Eklektické dekorace budovy v sobě spojují prvky ruského klasicismu, baroka a staroruského stavitelství.
V dobách SSSR se zde nacházelo Prezidium Vrchního sovětu a Sovětu ministrů Tatarské ASSR.

### Hradby a věže

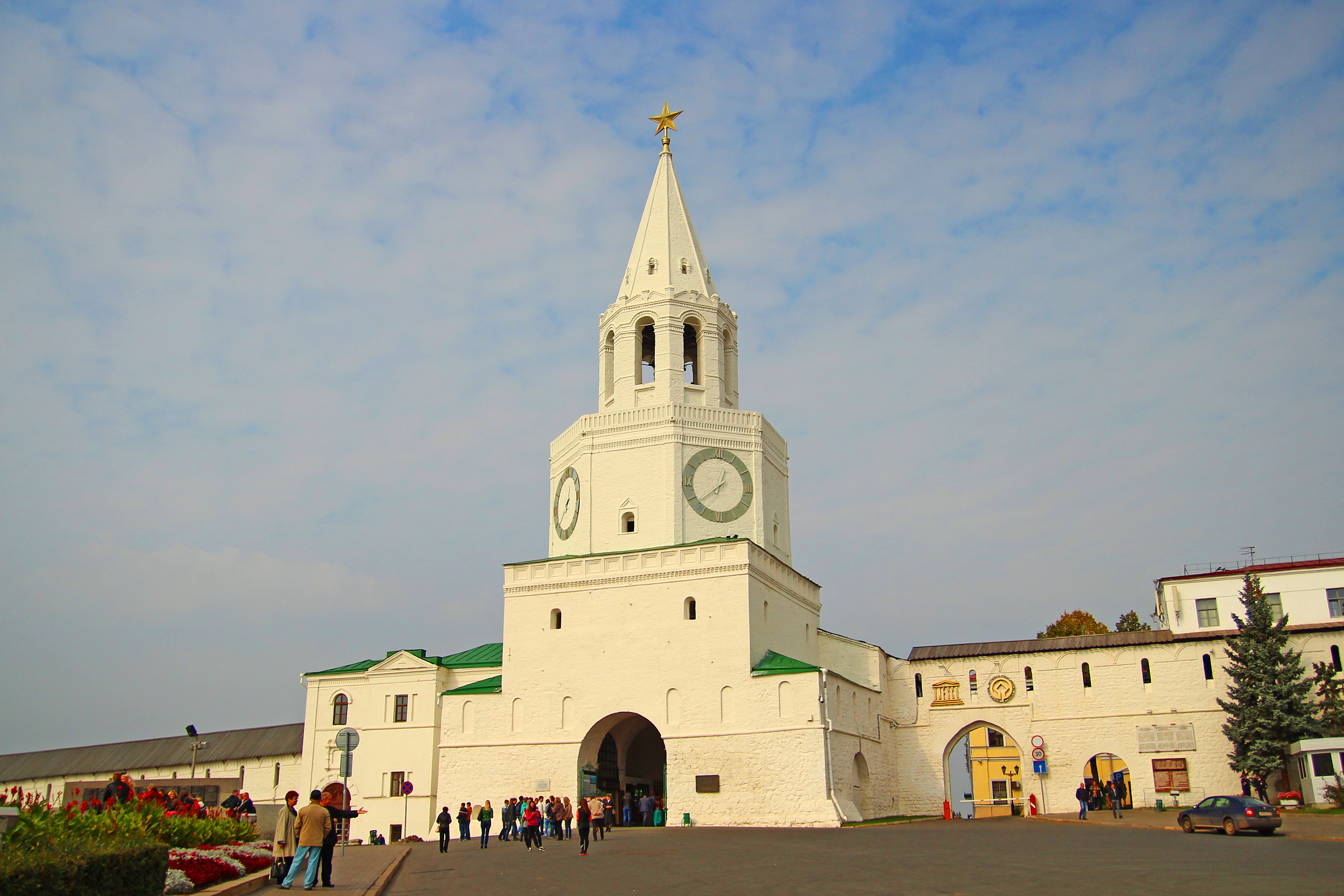
Spasská věžová brána

Po dokončení výstavby hradeb a věží pskovskými staviteli bylo v kremlu 13 věží, z toho 5 věžových bran, 7 kulatých věží a 1 pětiúhelníková. Kvůli špatnému stavu byly v 19. století rozebrány Severní, Východní a Pětihranná brána a jedna bezejmenná věž v západní části. Při rekonstrukci v 1. polovině 18. století byly Spasská a Tajnická věž zvýšeny o nová cihlová patra cihlové zakončení získaly také věže Preobraženská, Konsistorská a bezejmenná západní věž. V 19. století byla zbourána Dmitrovská věž, na jejímž místě vznikl průjezdný oblouk, a Voskresenská věž přišla o chrám nad branou. Do současnosti se tak dochovalo 8 věží. Hradby byly původně zakončeny rovným cimbuřím, krytým dřevěnou střechou, obloukové dekorativní zakončení se objevilo až v 17.–18. století.

### Ostatní objekty v areálu kremlu

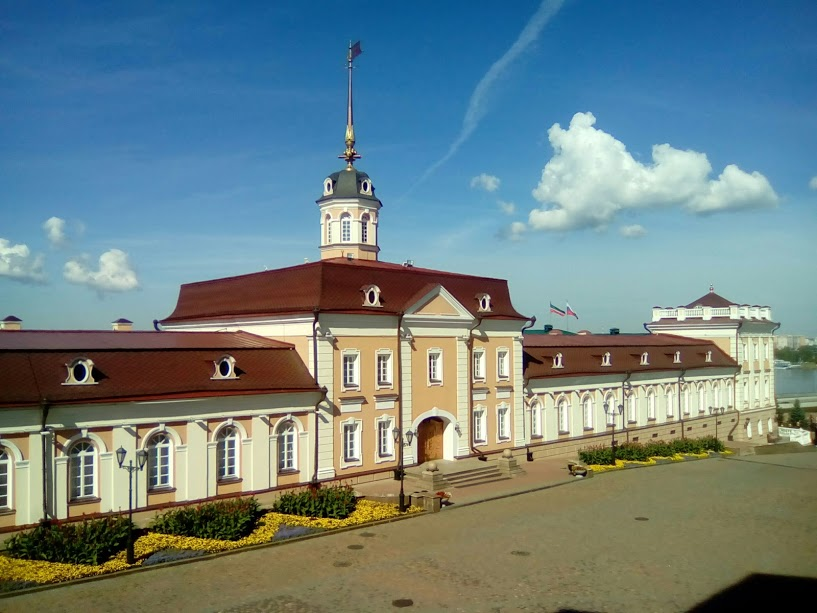
Dělostřelecký dvůr

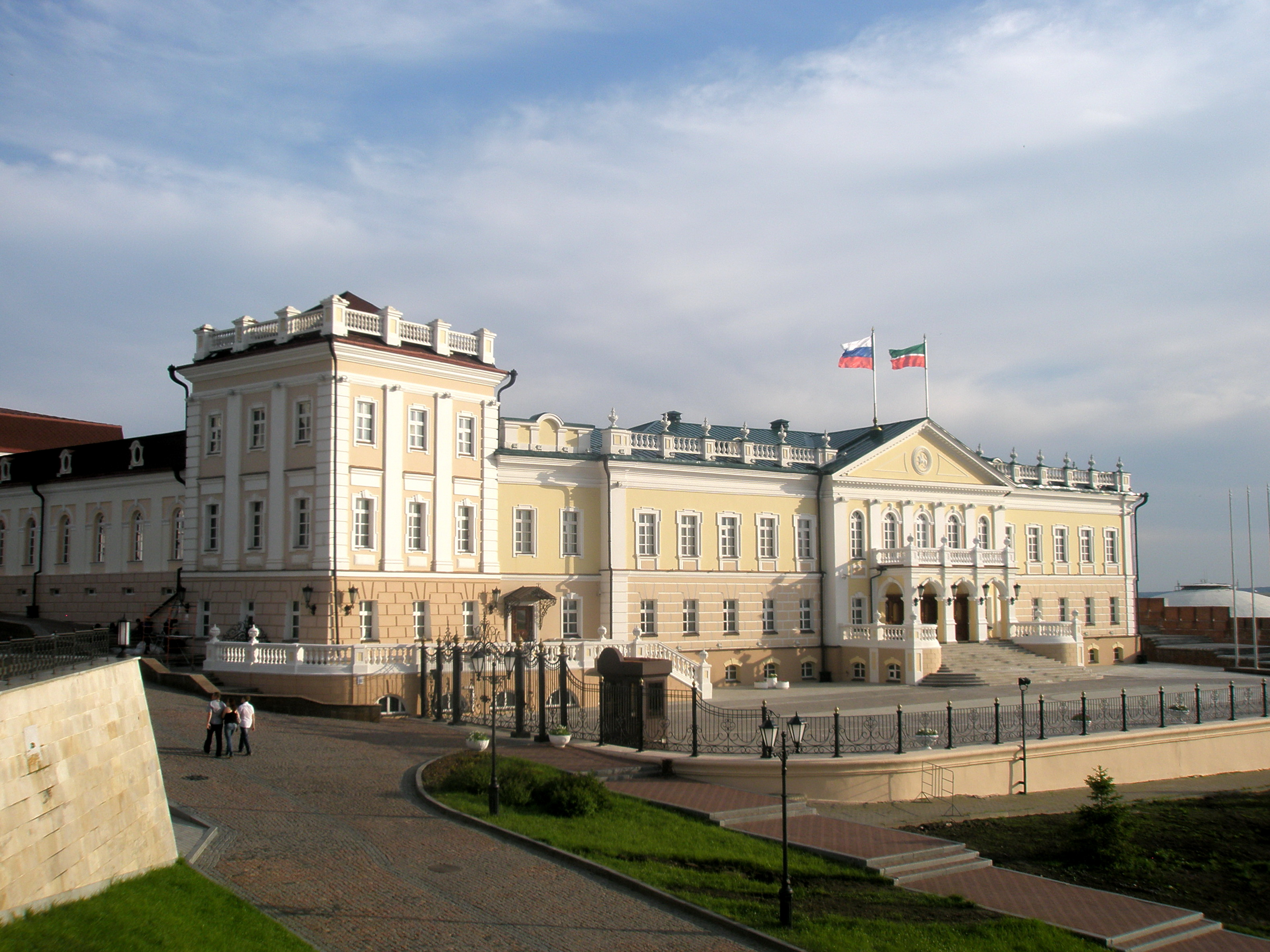
Budova konzistoře

- Úřední budova (budova gubernijních kanceláří)
- Komplex Dělostřeleckého dvora
- Budova konzistoře
- Archijerejský dům
- Junkerské učiliště (původně důstojnická škola, dnes galerie)
- Jízdárna
- Budova vojenského vězení

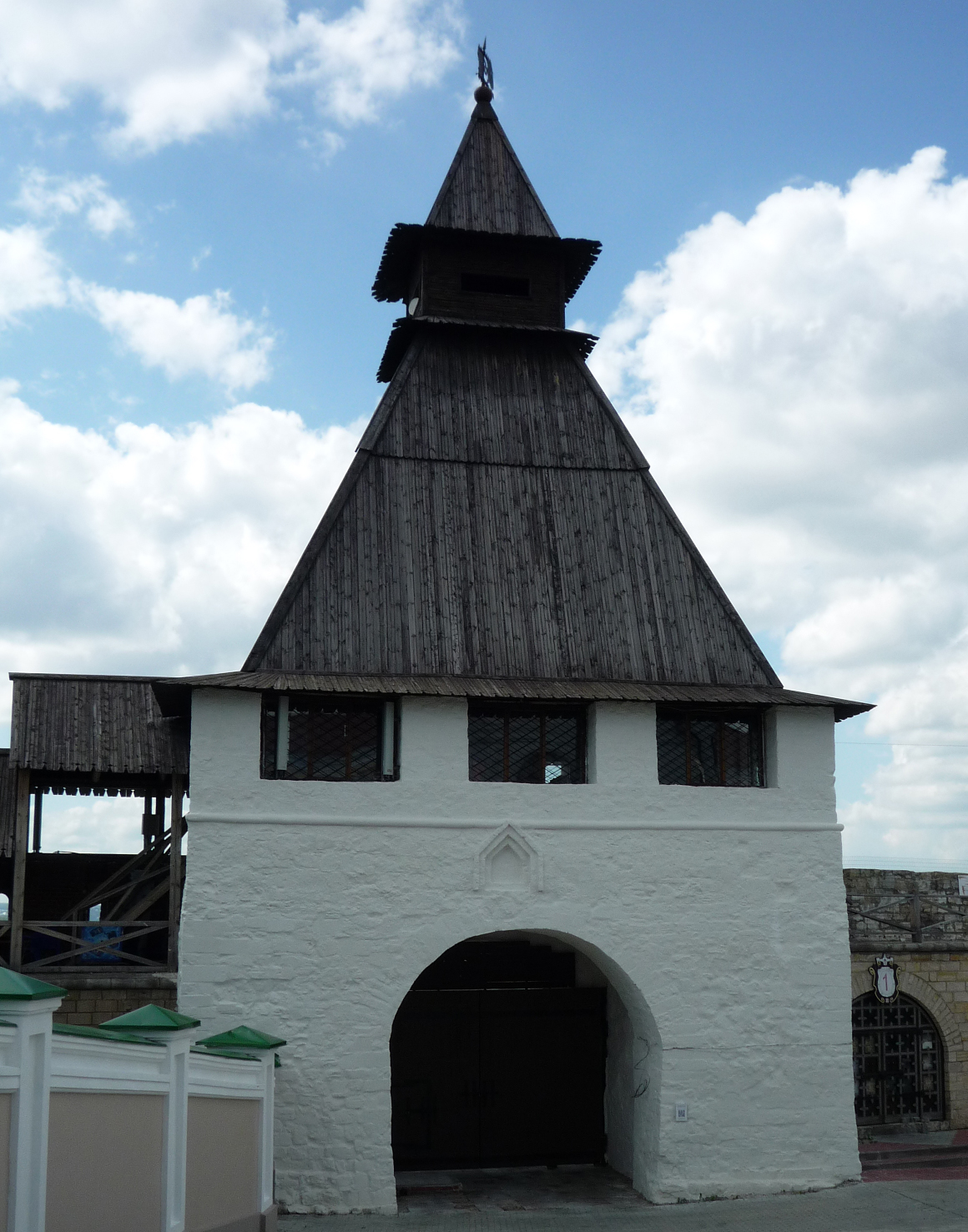
Proměnění brána
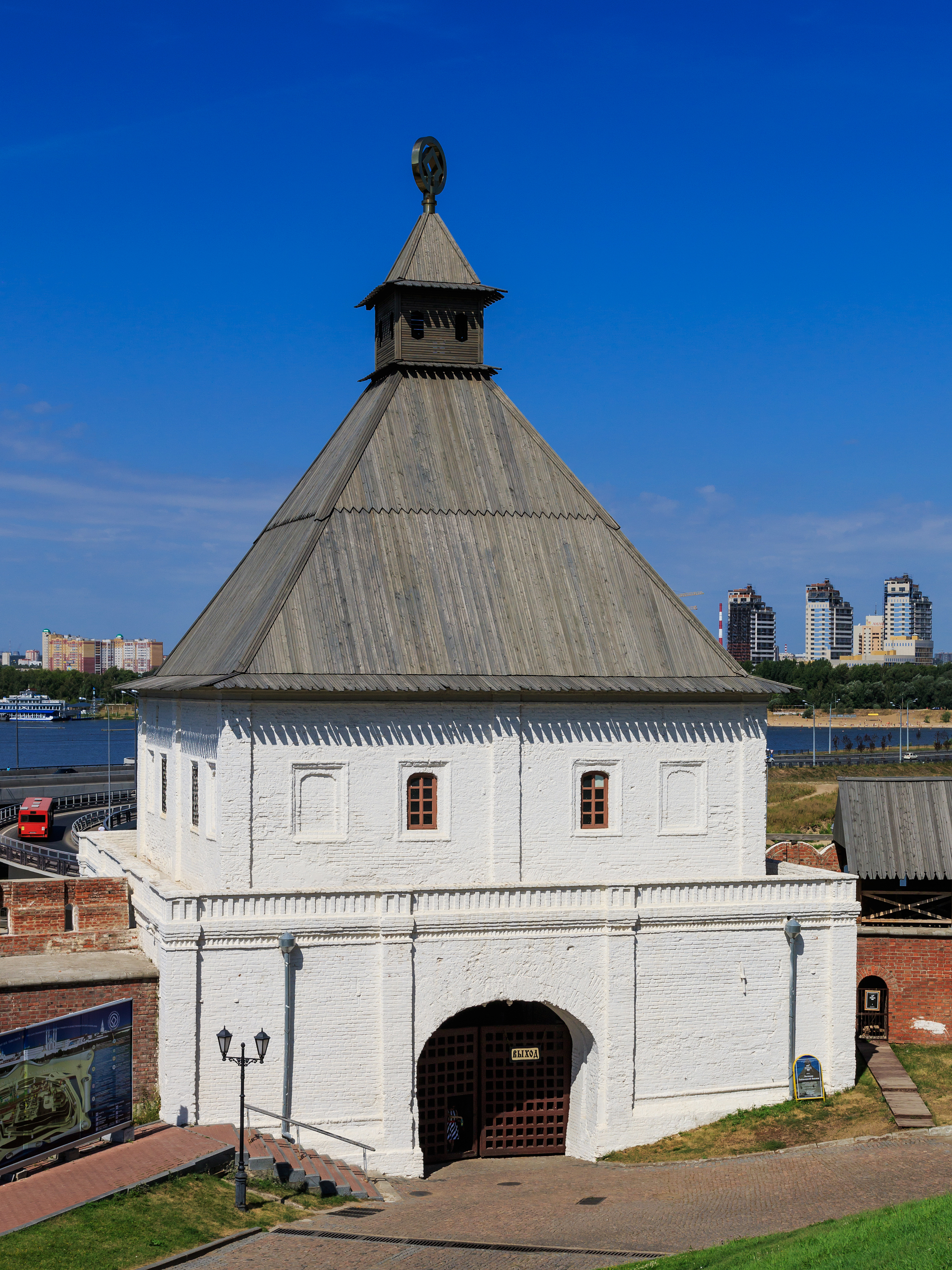
Taynitska brána
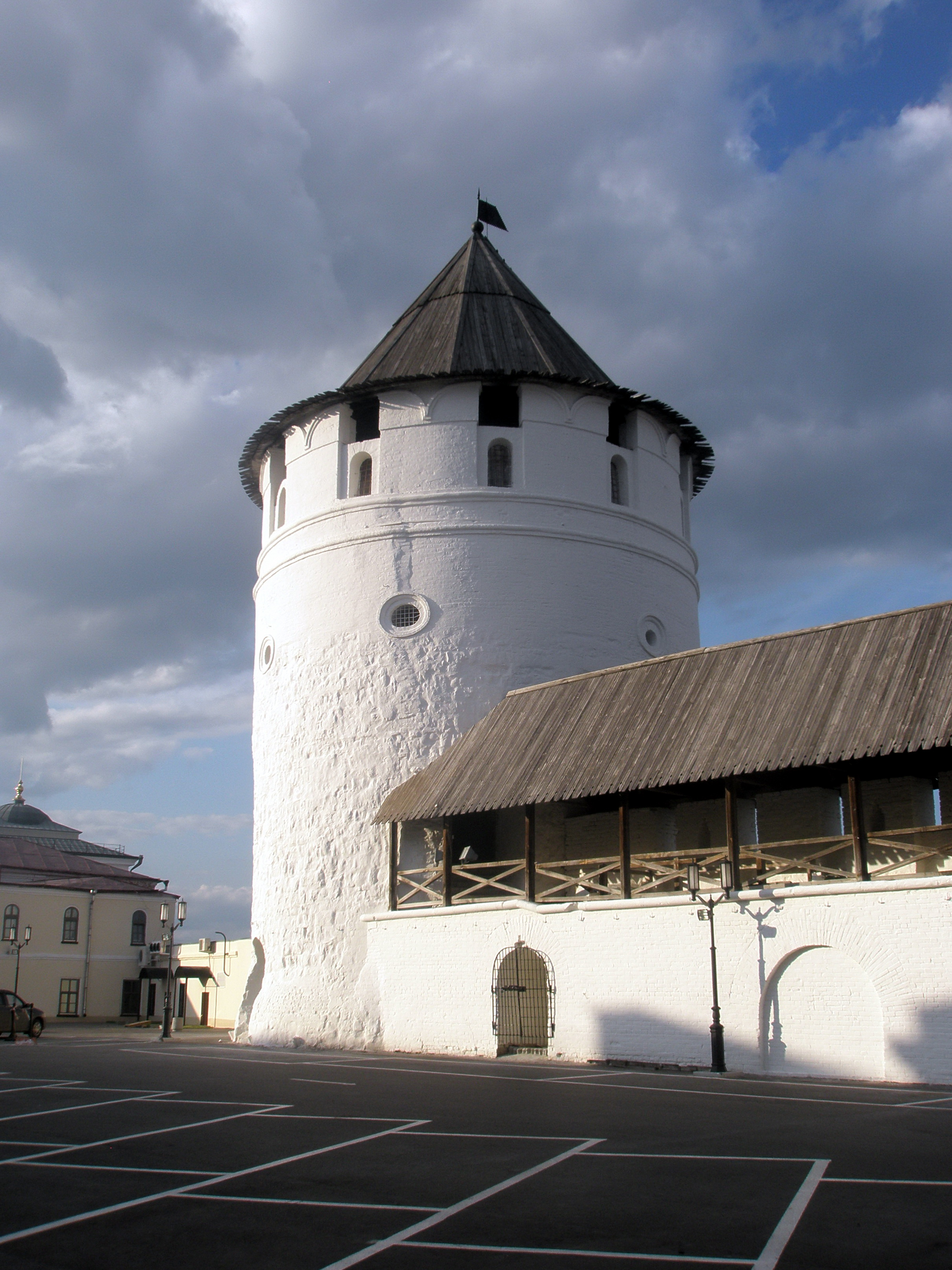
Konzistoře brána
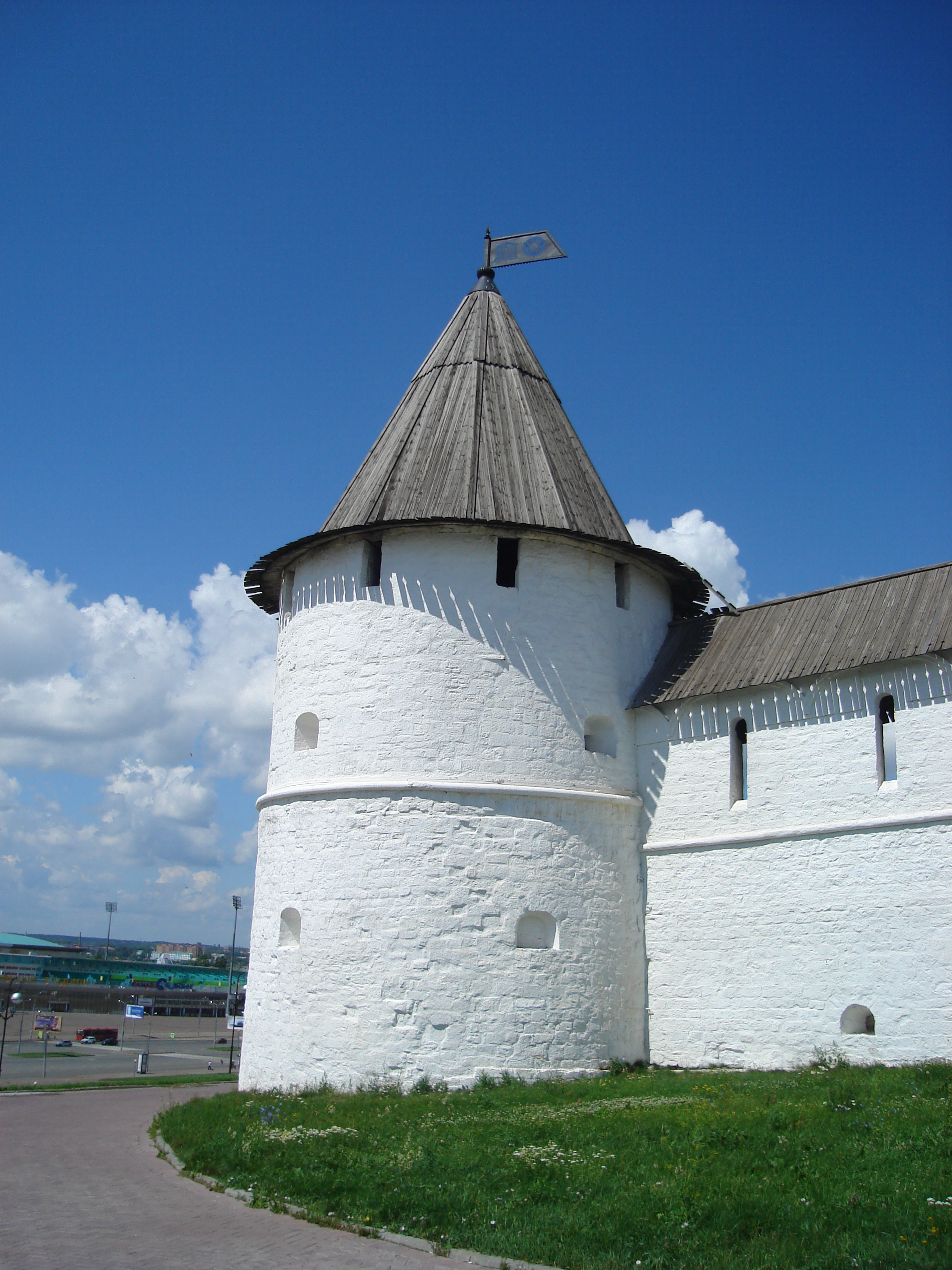
JZ brána
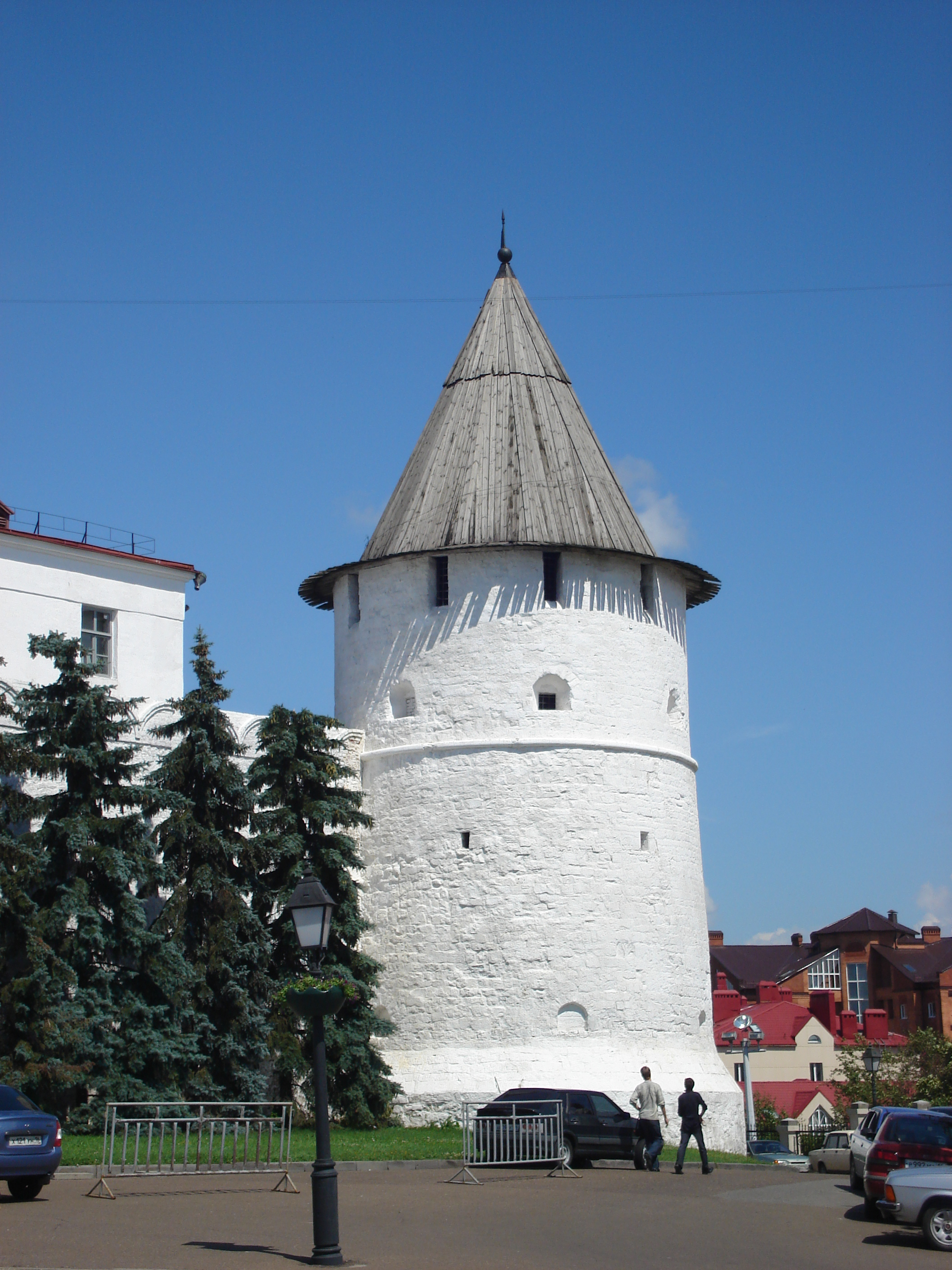
JV brána